# Géométrie non euclidienne
En mathématiques, on appelle géométrie non euclidienne une théorie géométrique ayant recours aux axiomes et postulats posés par Euclide dans les Éléments, sauf le postulat des parallèles.
Les différentes géométries non euclidiennes sont issues initialement de la volonté de démontrer la proposition du cinquième postulat, qui apparaissait peu satisfaisant en tant que postulat car trop complexe et peut-être redondant avec les autres postulats.

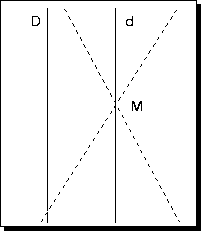
La droite d est la seule droite passant par le point M et parallèle à la droite D. Toute autre droite passant par M (par exemple les droites tracées en pointillé) est sécante à D.

## Préambule

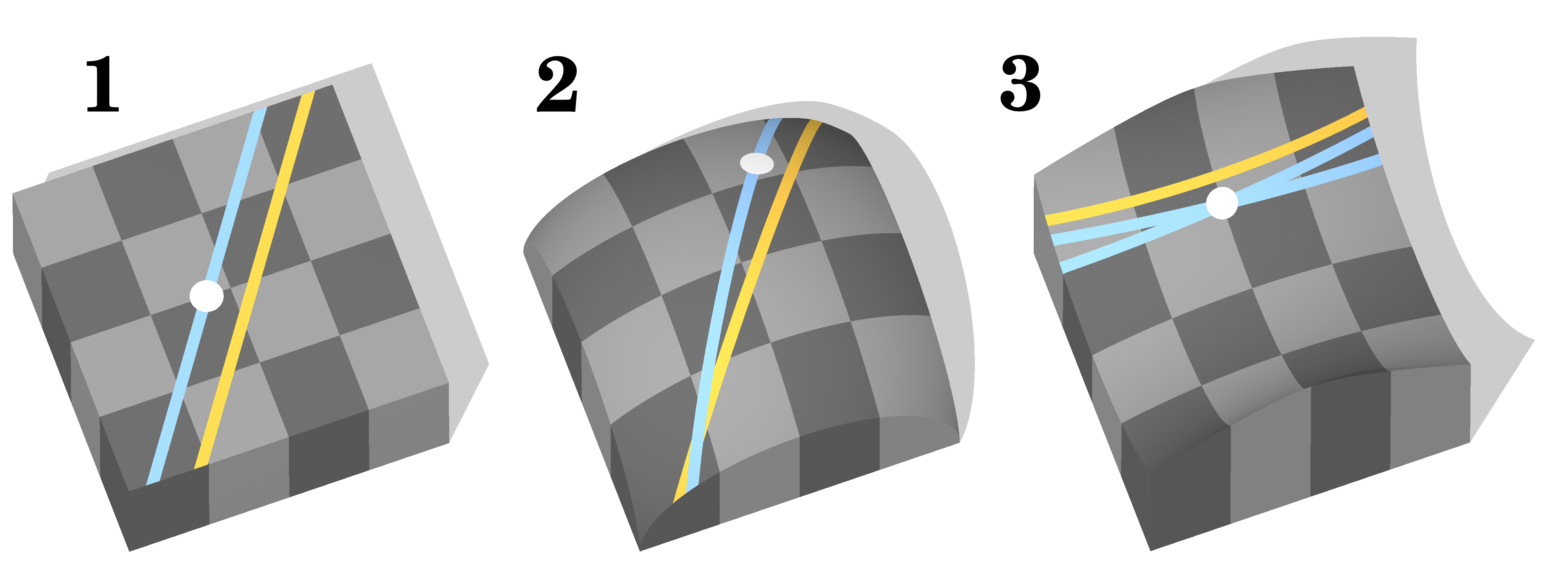
Espace euclidien en 1, mais espace à courbure négative et positive en 3 et 2 respectivement.

Dans les Éléments d'Euclide, l'axiome des parallèles ressemble à la conclusion d'un théorème, mais qui ne comporterait pas de démonstration :

Si une droite, tombant sur deux droites, fait les angles intérieurs du même côté plus petits que deux droits, ces droites, prolongées à l'infini, se rencontreront du côté où les angles sont plus petits que deux droits.
qu'on peut comprendre comme :

Par un point extérieur à une droite, il passe toujours une parallèle à cette droite, et une seule.
Durant plusieurs siècles, la géométrie euclidienne a été utilisée sans que l'on mette en doute sa validité. Elle a même été longtemps considérée comme l'archétype du raisonnement logico-déductif. Elle présentait en effet l'avantage de définir les propriétés intuitives des objets géométriques dans une construction mathématique rigoureuse.

## Approche intuitive de la géométrie non euclidienne
(février 2020).
En 1902, Henri Poincaré propose un modèle simple dans lequel le cinquième postulat d’Euclide n’est pas valable. La droite est ici définie par extension comme la courbe de plus court chemin qui joint deux points de l’espace considéré.

« Supposons un monde renfermé dans une grande sphère et soumis aux lois suivantes : 
La température n'y est pas uniforme ; elle est maxima au centre, et elle diminue à mesure qu'on s'en éloigne, pour se réduire au zéro absolu quand on atteint la sphère où ce monde est renfermé. 
[...] Un objet mobile deviendra alors de plus en plus petit à mesure qu’on se rapprochera de la sphère limite. 
Observons d’abord que, si ce monde est limité au point de vue de notre géométrie habituelle, il paraîtra infini à ses habitants. 
Quand ceux-ci, en effet, veulent se rapprocher de la sphère limite, ils se refroidissent et deviennent de plus en plus petits. Les pas qu'ils font deviennent donc de plus en plus petits, de sorte qu’ils ne peuvent jamais atteindre la sphère limite. »Chapitre 4 "L'espace de la géométrie"

— Henri Poincaré, La Science et l'Hypothèse

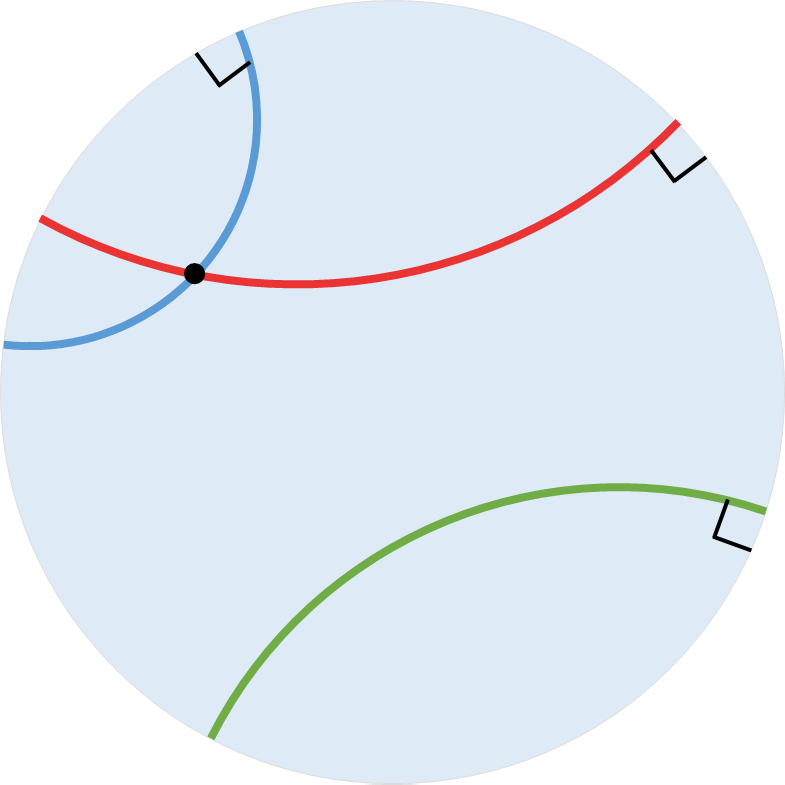
Ce schéma explicite une approche intuitive de la géométrie non euclidienne proposée par Poincaré.

Étienne Ghys commente ce texte de la façon suivante :

« La morale de cette petite histoire de Poincaré est qu’on peut très bien envisager beaucoup de mondes extrêmement raisonnables, chacun ayant sa géométrie, chacun ayant sa logique et qui chacun peuvent nous apporter une vision de notre monde concret […]. 
Le mathématicien d'aujourd’hui pour résoudre un problème, pour étudier une question, va utiliser une géométrie, va prendre sa boite à outils, et va choisir la géométrie la plus convenable pour comprendre le problème étudié. 
Voici la phrase de Poincaré : Une géométrie ne peut être plus vraie qu’une autre, elle peut simplement être plus commode. »

— Étienne Ghys

## Histoire des géométries non euclidiennes
Les géométries à n dimensions et les géométries non euclidiennes sont deux branches séparées de la géométrie, qui peuvent être combinées, mais pas obligatoirement. Une confusion s'est établie dans la littérature populaire à propos de ces deux géométries. Parce que la géométrie euclidienne était à deux ou trois dimensions, on en concluait, à tort, que les géométries non euclidiennes comportaient nécessairement des dimensions supérieures. 

### Antiquité
La préhistoire de la géométrie non euclidienne est la longue suite de recherches et de tentatives d'éclaircissement du cinquième postulat d'Euclide (l'axiome des parallèles ). Ce postulat — notamment car il fait appel au concept d'infini — a toujours paru un peu « à part » et non évident aux mathématiciens, qui ont cherché soit à le remplacer par un postulat plus simple et plus direct, soit à le démontrer à partir des autres postulats d'Euclide. Ainsi, les mathématiciens arabes et perses dont notamment Thābit ibn Qurra, Alhazen, et surtout Omar Khayyam ont étudié les liens entre le postulat des parallèles et la somme des angles des quadrilatères et des triangles. Khayyam propose ainsi dès le XIe siècle une alternative au cinquième postulat d'Euclide, et des tentatives de démonstration de ce postulat par l'absurde.

### XVIIesiècle
Au XVIIe siècle, John Wallis et surtout Giovanni Girolamo Saccheri se sont inspirés des travaux de ces mathématiciens et ont tenté de démontrer le postulat des parallèles. Saccheri consacra sa vie entière à essayer de démontrer le postulat des parallèles par l'absurde, sans y parvenir. Mais, postulant « l'hypothèse de l'angle aigu », qui postule que la somme des angles d'un quadrilatère est inférieure à quatre angles droits, non seulement il n'aboutit à aucune contradiction mathématique flagrante, mais de plus il découvre tout un ensemble de nouveaux théorèmes, cohérents et riches. Il est sur le point de découvrir une géométrie non euclidienne (la géométrie hyperbolique, dans laquelle l'espace peut admettre une infinité de parallèles à une droite donnée et passant par un point hors de cette droite), mais il n'acceptera jamais ces nouveaux théorèmes qu'il considère comme « répugnants ».
Reprenant les travaux de Saccheri en 1766, Jean-Henri Lambert reprend l'hypothèse de l'angle aigu, mais ne conclut pas à une contradiction. Il réalise, au moins dans les toutes dernières années de sa vie, qu'il doit être possible de bâtir des géométries cohérentes, soit à partir de l'hypothèse de l'angle aigu (géométrie hyperbolique), soit celle de l'angle obtus (géométrie elliptique).
Lambert obtient notamment la formule {\displaystyle \pi -(\alpha +\beta +\gamma )=C\,\Delta }, où C est une constante, qui donne l'aire Δ d'un triangle dont les trois angles sont α, β et γ dans une géométrie fondée sur l'angle aigu (nommée de nos jours une géométrie hyperbolique).

### XIXesiècle
Gauss, dès 1813, a formulé la possibilité qu'il existe d'autres géométries que celle d'Euclide. Cependant il n'a jamais osé publier les résultats de ses réflexions en ce sens « par crainte des cris des Béotiens », comme il l'écrivit lui-même.
On distingue les géométries à courbure négative, comme celle de Lobatchevski (1829) et Bolyai (1832) (somme des angles d'un triangle inférieure à 180°, nombre infini de parallèles possibles à une droite par un point, par exemple la géométrie hyperbolique), des géométries à courbure positive comme celle de Riemann (1867) (somme des angles d'un triangle supérieure à 180°, parallèles se rejoignant aux pôles, par exemple la géométrie elliptique).
La géométrie communément appelée « géométrie de Riemann » est un espace sphérique à trois dimensions, espace fini et cependant sans bornes, à courbure positive régulière, alternative au postulat euclidien des parallèles. Riemann a conçu par ailleurs une théorie étendue des géométries non euclidiennes à n dimensions (conférence de 1854). 
L'idée de « géométrie non euclidienne » sous-entend généralement l'idée d'un espace courbe, mais la géométrie d'un espace courbe n'est qu'une représentation de la géométrie non euclidienne, précise Duncan Sommerville dans The Elements of Non-Euclidean Geometry (Londres, 1914). Il existe des espaces non euclidiens à trois dimensions.

Il existe une infinité de droites qui, comme d1, d2 et d3, passent par le point M et sont parallèles à la droite D.

## Différents types de géométrie non euclidienne

### Géométrie hyperbolique
Lobatchevski, Klein et Poincaré ont créé des modèles de géométrie dans lesquelles on peut tracer une infinité de parallèles à une droite donnée et passant par un même point. 
Il est remarquable que seul le cinquième postulat d'Euclide ait été levé ; les géométries non euclidiennes respectent par ailleurs toutes les autres définitions d'Euclide. En particulier, une droite est toujours définie comme la ligne de plus court chemin joignant deux points sur une surface. Il existe plusieurs modèles de géométrie hyperbolique à deux dimensions : le disque de Poincaré, le demi-plan de Poincaré…

### Géométrie elliptique

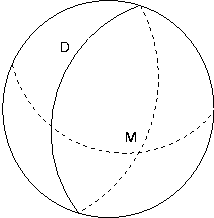
Il n'existe aucune droite passant par le point M et parallèle à la droite D.

Riemann a introduit un autre modèle de géométrie non euclidienne, la géométrie sphérique (parfois appelée géométrie elliptique sphérique). Dans ce cas, par un point extérieur à une droite, on ne peut mener aucune parallèle (autrement dit, toutes les droites passant par un point extérieur à une droite donnée sont sécantes à cette droite, ou encore toutes les droites de l'espace sont sécantes entre elles). Le modèle est très simple : 
- les points sont les paires de points antipodes d'une sphère ;
- les droites sont les grands cercles (c'est-à-dire les cercles ayant le même centre que la sphère).

Cette géométrie donne une courbure positive de l'espace (la somme des angles d'un triangle est supérieure à deux droits, ou la somme de deux angles successifs d'un quadrilatère est supérieure à deux droits, ou encore il existe un triangle dont tous les angles sont droits).